# Xã O'Neil, Quận Faulk, Nam Dakota
Xã O'Neil (tiếng Anh: O'Neil Township) là một xã thuộc quận Faulk, tiểu bang Nam Dakota, Hoa Kỳ. Năm 2010, dân số của xã này là 12 người.